# Ciencia y tecnología de la dinastía Han

Una lámpara de bronce dorado con la forma de una sirvienta, fechada en el siglo II a. C., encontrada en la tumba de Dou Wan, esposa del príncipe Han Liu Sheng (m. 113 a. C.); su obturador deslizante permite ajustes en la dirección y el brillo de la luz, mientras que también atrapa el humo dentro del cuerpo

La dinastía Han (206 a. C. – 220 d. C.) de la antigua China, dividida entre las eras Han Occidental (206 a. C. – 9 d. C., cuando la capital estaba en Chang'an); la dinastía Xin de Wang Mang (9 – 23 d. C.); y la época Han Oriental (25 – 220 d. C., cuando la capital estaba en Luoyang y después del 196 d. C. en Xuchang), fue testigo de algunos de los avances más significativos en la tecnología y la ciencia chinas previas a la Edad Moderna.

## Principales logros
Se introdujeron grandes innovaciones en la metalurgia. Además de las invenciones anteriores del alto horno y de los cubilotes para producir arrabio y fundición de hierro respectivamente, que databan de la época de la dinastía Zhou (c. 1050 – 256 a. C.), el período Han vio el desarrollo del acero y del hierro forjado mediante el uso de técnicas de ferrería y de pudelación.
Realizaban perforaciones profundas para sondear el terreno, y emplearon torres de bombeo para elevar salmuera a la superficie con el fin de obtener sal común. También establecieron sistemas de transporte por tubería elaborados con bambú, que suministraban gas natural como combustible a los hornos. Las técnicas de fundición se mejoraron con inventos como los fuelles accionados hidráulicamente; lo que permitió la distribución generalizada de herramientas de hierro que facilitó el crecimiento de la agricultura. Para arar los campos de cultivo y para plantar en hileras rectas, en la época Han se inventó el arado de vertedera pesado mejorado con tres rejas de hierro y una resistente sembradora de hierro de múltiples tubos, lo que mejoró enormemente los rendimientos de producción y, por lo tanto, sostuvo el crecimiento de la población. El método de suministro de agua a las acequias de riego se mejoró con la invención de la bomba hidráulica de cadena, un dispositivo mecánico accionado por la rotación de una rueda hidráulica o animales de tiro, que podía transportar el agua de riego hacia terrenos elevados. La rueda hidráulica también se empleó para operar los martinetes utilizados para moler granos, y para impulsar el mecanismo de rotación de los anillos de metal de una esfera armilar astronómica que representaba la esfera celeste alrededor de la Tierra.

Ilustración de un eclipse lunar, donde la Tierra obstruye el camino de la luz solar hacia la Luna

La calidad de vida mejoró con muchos inventos Han. Disponían de rollos de bambú encuadernados en cáñamo para escribir, pero en el siglo II a. C. ya habían inventado el proceso de fabricación del papel, lo que creó un medio de escritura barato y fácil de producir. La invención de la carretilla ayudó en el transporte de cargas pesadas. En navegación, los juncos equipados con el timón montado en la popa, permitieron a los chinos aventurarse fuera de las aguas más tranquilas de los lagos y ríos interiores hacia el mar abierto. La invención de la malla de referencia para los planos y de los mapas en relieve permitió una navegación más segura. La medicina china tradicional vio como se usaron nuevos remedios vegetales para curar enfermedades, la introducción de los ejercicios de calistenia para mantenerse en buena forma física y el uso de dietas reguladas para evitar enfermedades. Las autoridades de la capital fueron advertidas con anticipación sobre la dirección de los terremotos con la invención del sismógrafo accionado por un dispositivo de péndulo sensible a vibraciones. Para marcar el paso de las estaciones y ocasiones especiales, los chinos Han utilizaban dos tipos de calendario lunisolar, que se establecieron gracias a los descubrimientos en astronomía y matemáticas. Los avances chinos en matemáticas de la era Han incluyen el descubrimiento de la raíz cuadrada, la raíz cúbica, el teorema de Pitágoras, la eliminación de Gauss-Jordan, el algoritmo de Horner, los cálculos mejorados del "número π", y los números negativos. Se construyeron cientos de nuevos caminos y canales para facilitar el transporte, el comercio, la recaudación de impuestos, la comunicación y el movimiento de tropas militares. Los chinos de la era Han también emplearon varios tipos de puentes para cruzar vías fluviales y gargantas profundas, como puentes viga, de arcos, de suspensión simple y puentes de barcas. Las ruinas Han de recintos amurallados hechos de ladrillo o tapial siguen en pie hoy en día.

## Perspectiva moderna

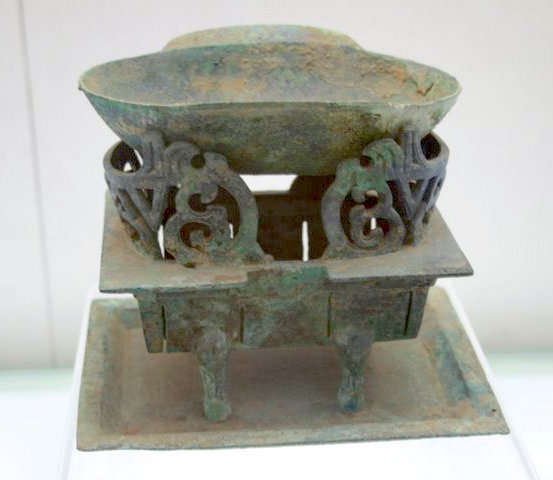
Una estufa de bronce para templar el vino, fechada en la época Han Occidental

Jin Guantao, profesor del Instituto de Estudios Chinos del Universidad China de Hong Kong, Fan Hongye, investigador del Instituto de Políticas Científicas y Ciencias Gerenciales de la Academia China de las Ciencias, y Liu Qingfeng, profesor del Instituto de Cultura China de la Universidad China de Hong Kong, afirman que la última parte de la dinastía Han fue un período único en la historia de la ciencia y la tecnología chinas premodernas. Lo comparan con el increíble ritmo del crecimiento científico y tecnológico durante la dinastía Song (960-1279). Sin embargo, también argumentan que sin la influencia de los preceptos protocientíficos de la antigua filosofía del moísmo, la ciencia china seguía careciendo de una estructura definitiva:
Desde la mitad y el final de la dinastía Han Oriental hasta las primeras dinastías Wei y Jin, el crecimiento neto de la ciencia y la tecnología chinas antiguas experimentó un pico (solo superado por la dinastía Song del Norte)... El estudio por parte de los Han de los clásicos confucianos, que habían obstaculizado durante mucho tiempo la socialización de la ciencia, estaba en declive. Si el mohismo, rico en pensamiento científico, hubiera crecido y se hubiera fortalecido rápidamente, la situación podría haber sido muy favorable para el desarrollo de una estructura científica. Sin embargo, esto no sucedió porque las semillas de la estructura primitiva de la ciencia nunca llegaron a formarse. Durante el final de la dinastía Han del Este, se produjeron nuevamente trastornos desastrosos en el proceso de transformación social, lo que condujo al mayor desorden en la historia de China. Se puede imaginar el efecto de esta calamidad sobre la ciencia.
Joseph Needham (1900-1995), profesor de la Universidad de Cambridge y autor de la innovadora serie Ciencia y Civilización en China, afirmó que el "período Han (especialmente el Han posterior) fue una de las épocas relativamente importantes en lo que respecta a la historia de la ciencia en China". Observó los avances durante la dinastía Han de las ciencias como la astronomía (y su aplicación al calendario), los "comienzos de la botánica y la zoología sistemáticos", así como el escepticismo filosófico y el pensamiento racionalista incorporados en sus textos, como el Lunheng del filósofo Wang Chong (27-100 d. C.).

## Materiales de escritura

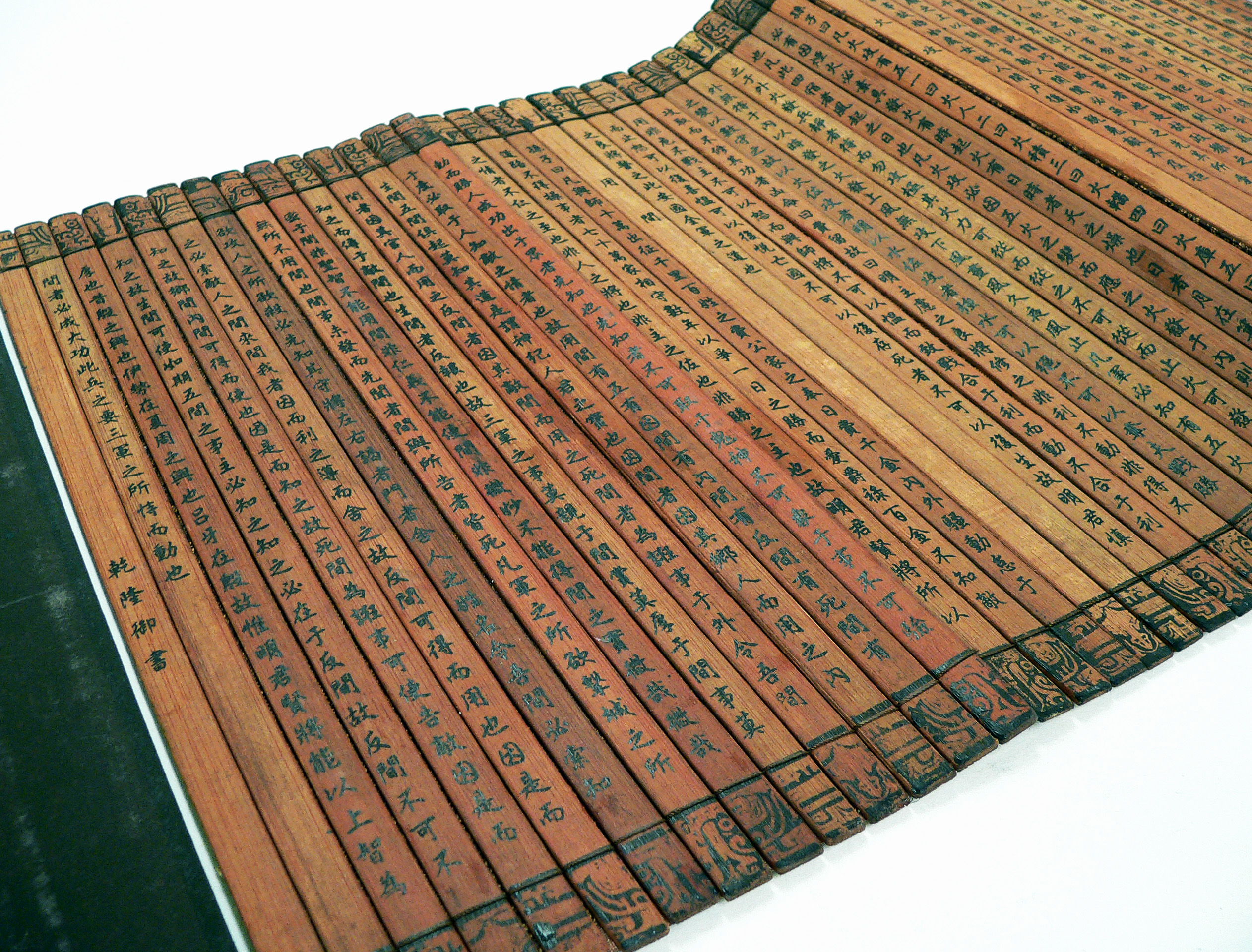
Un libro de rollos de bambú tradicional desplegado (chino: 册), en este caso El arte de la guerra de Sun Tzu, una copia de la dinastía Qing durante el reinado de los Qianlong (1736–1795)

Los medios de escritura más comunes encontrados en excavaciones arqueológicas de sitios antiguos anteriores al período Han son conchas y huesos e instrumentos de bronce. A principios del período Han, los principales medios de escritura eran el bambú (en chino tradicional, 竹簡) y las tablillas de barro, tela de seda, tiras de madera blanda, y pergaminos enrollados hechos de tiras de bambú cosidas con cuerdas de cáñamo pasadas a través de agujeros perforados (册) y asegurados con sellos de arcilla. Los caracteres escritos de estas estrechas tiras planas de bambú estaban dispuestos en columnas verticales.
Mientras que se conocen mapas dibujados con tinta en telas planas encontrados en los textos de Mawangdui procedentes de la tumba del marqués de Dai (enterrado en el 168 a. C. en Mawangdui, provincia de Hunan), el mapa sobre papel más antiguo conocido en China, fechado entre el 179 y el 141 a. C. y ubicado en Fangmatan (cerca de Tianshui, provincia de Gansu), es, por cierto, la pieza de papel más antigua que se conoce. Sin embargo, el papel de cáñamo chino de las eras Han Occidental y Han Oriental temprana era de una calidad tosca y se usaba principalmente como papel de envoltorio. El proceso de fabricación del papel no se introdujo formalmente hasta que el eunuco Cai Lun (50-121 d. C.) de la corte Han del Este creó un proceso en 105 en el que se hirvieron juntos la corteza de morera, el cáñamo, la ropa de cama vieja y redes de pesca para hacer una pulpa que se machacaba y revolvía en agua y luego se pasaba por un tamiz de madera que contenía una estera de caña que se sacudía, y que una vez seca y blanqueada se convertía en hojas de papel. El trozo de papel escrito más antiguo que se conoce proviene de las ruinas de un atalaya china en Tsakhortei, Alxa, Mongolia Interior, que data precisamente del año 110 d. C. cuando la guarnición Han abandonó el área tras un ataque de los nómadas xiongnu. En el siglo III, el papel se convirtió en uno de los principales medios de escritura en China.

## Cerámica
La industria Han de la cerámica fue respaldada por empresas privadas y agencias gubernamentales locales. La cerámica se utilizó en artículos y utensilios domésticos, así como en materiales de construcción como tejas, baldosas y ladrillos.
La alfarería gris de la dinastía Han, con su color característico procedente de la arcilla empleada, era superior a la cerámica gris china anterior debido al uso por parte del pueblo Han de cámaras kiln más grandes, túneles de cocción más largos y diseños de chimenea mejorados. Los hornos de la dinastía Han que fabricaban cerámica gris podían alcanzar temperaturas de cocción superiores a los 1000 °C. Sin embargo, la cerámica dura del sur de China hecha con una arcilla adhesiva densa que solo se encuentra en el sur de China (es decir, en la provincia de Cantón, Guangxi, Hunan, Jiangxi, Fujian, Zhejiang y Jiangsu del sur) se cocía a temperaturas aún más altas que la cerámica gris durante el período Han. La cerámica vidriada de las dinastías Shang (c. 1600 – c. 1050 a. C.) y Zhou (c. 1050 – 256 a. C.) también se cocían a temperaturas muy altas, pero a mediados del período Han Occidental (206 a. C. – 9 d. C.), se produjo una cerámica vidriada marrón cocida a baja temperatura (de unos 800 °C), seguida de una cerámica vidriada verde que se hizo popular en el período Han del Este (25-220 d. C.).
Wang Zhongshu afirma que se pensaba que el gres de color verde claro conocido como celadón existía solo desde el período de los Tres Reinos (220-265 d. C.) en adelante, pero argumenta que los fragmentos de cerámica encontrados en los dominios de la época Han del Este (25-220 d. C.) de la provincia de Zhejiang pueden clasificarse como celadón. Sin embargo, Richard Dewar argumenta que el verdadero celadón no se creó en China hasta principios de la dinastía Song (960-1279), cuando los hornos chinos pudieron alcanzar una temperatura mínima de 1260 °C, con un rango preferentemente de 1285 a 1305 °C para el celadón.

## Metalurgia

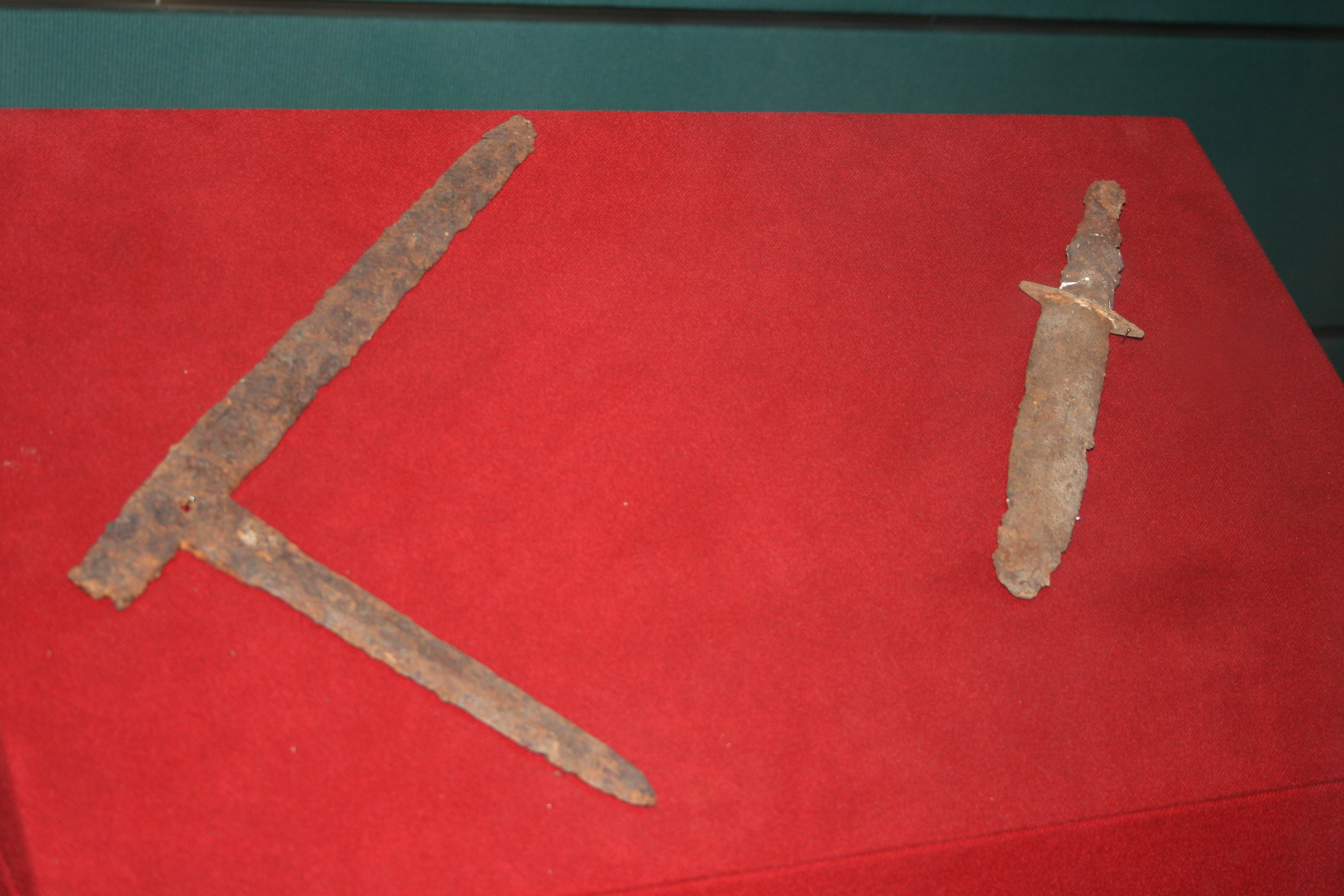
Una hoz de pollo y una daga, ambas de hierro, del período Han

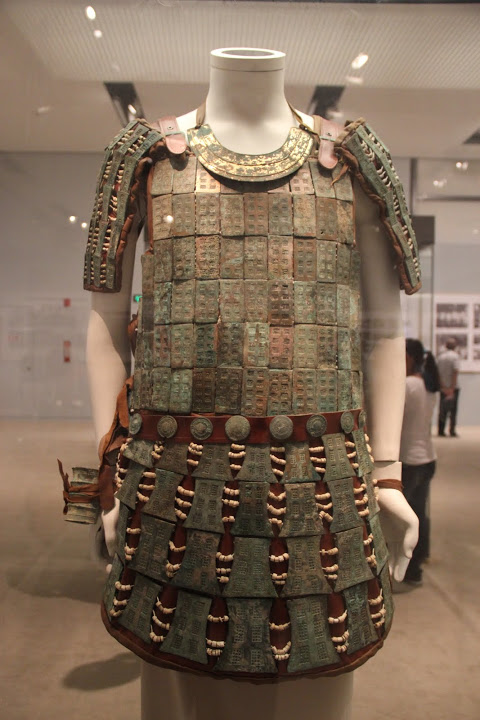
Una armadura de escamas de bronce de la dinastía Han

### Hornos y técnicas de fundición
Un alto horno convierte mineral de hierro sin procesar en arrabio, que se puede volver a fundir en un cubilote para producir fundición de hierro. Los primeros objetos de hierro fundido encontrados en China datan del siglo V a. C., a finales del de primaveras y otoños. Sin embargo, los altos hornos descubiertos más antiguos proceden del siglo III a. C. y la mayoría data del período posterior al Wu de Han (141–87 a. C.). La economía de la Dinastía Han incluyó un monopolio gubernamental sobre la industria del hierro en el 117 a. C. (la mayoría de las ferrerías descubiertas construidas antes de esta fecha eran simplemente forjas que refundían el hierro que había sido fundido en otro lugar). El mineral de hierro fundido en altos hornos durante la dinastía Han rara vez se vertía directamente en moldes permanentes; en cambio, los desechos de arrabio se volvían a fundir en un horno de cúpula para obtener hierro fundido. Los hornos de cubilote utilizaban un ráfagas frías impulsadas mediante tuberías a través de toberas situadas en la parte inferior y la superior, desde donde se introducía la carga de carbón vegetal y el arrabio. El aire que viajaba a través de las toberas se convirtió en ráfagas calientes una vez que llegaba al fondo del horno.

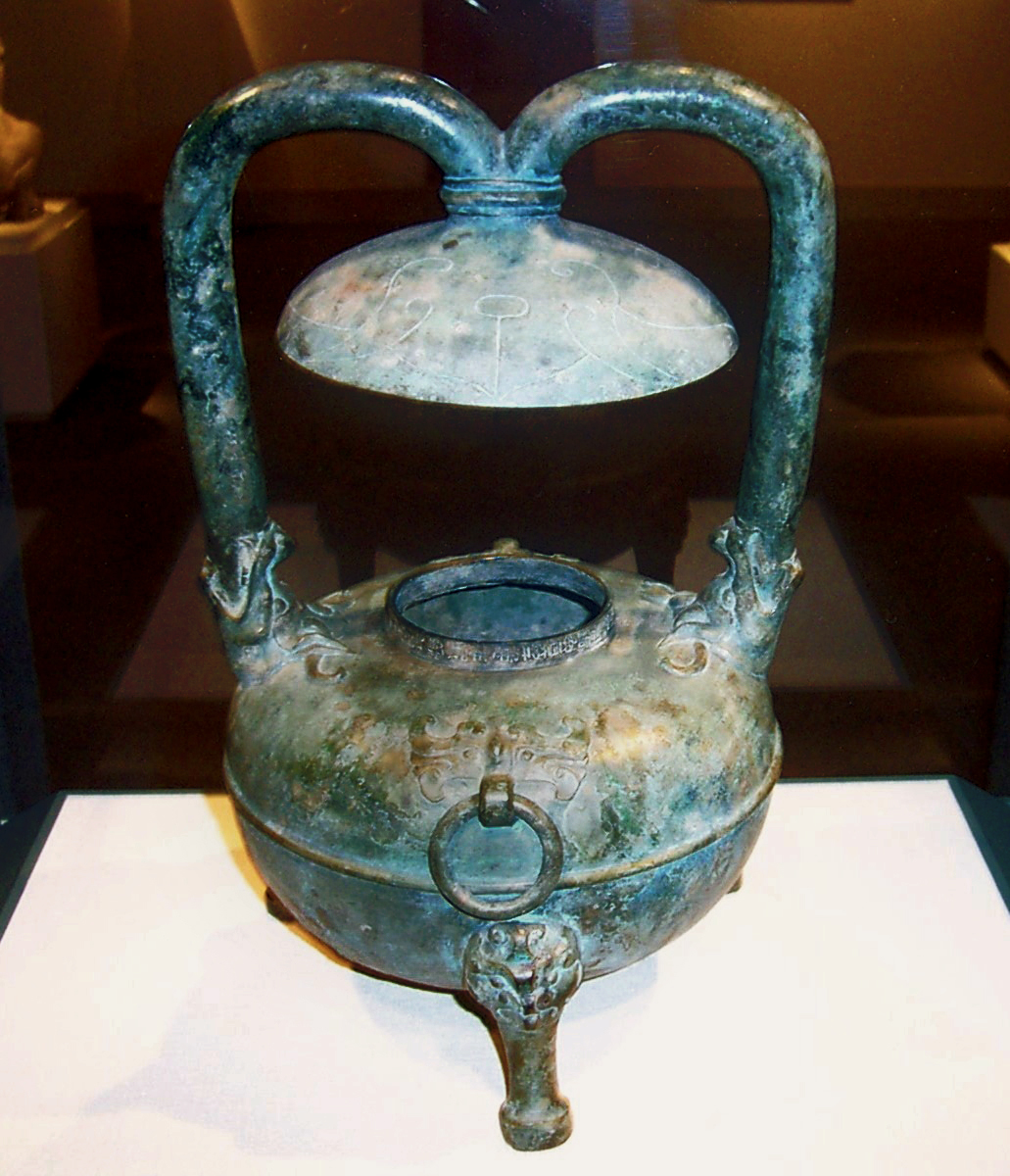
Una lámpara de bronce con trípode, dinastía Han occidental,siglo I a. C.

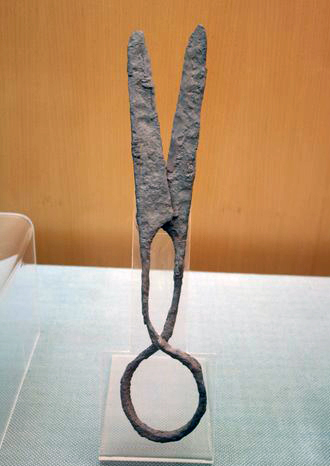
Tijeras de hierro (Han occidental)

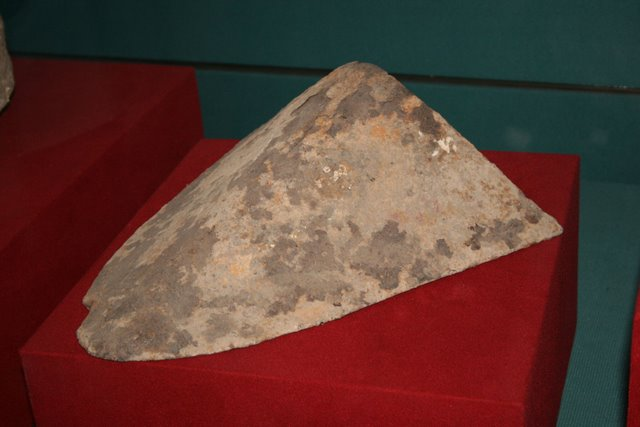
Reja de arado del período de la dinastía Han

Aunque la civilización china carecía de hornos bajos, en el período Han se pudo producir hierro forjado cuando se inyectaba un exceso de oxígeno en el horno de cúpula, lo que provocaba la descarburización del metal. Los chinos de la era Han también pudieron convertir hierro fundido y arrabio en hierro forjado y acero utilizando procesos de ferrería y pudelación. Los primeros objetos de este tipo datan del siglo II a. C. y se encontraron en Tieshengguo, cerca del monte Song en la provincia de Henan. Las paredes semienterradas de estos hornos estaban revestidas con ladrillos refractarios y disponían de fondos también de arcilla refractaria. Además del carbón vegetal obtenido a partir de la madera, Wang Zhongshu afirma que otro combustible para utilizado en los hornos durante la dinastía Han eran las "tortas de carbón", una mezcla de polvo de carbón, arcilla y cuarzo.

### Uso de acero, hierro y bronce

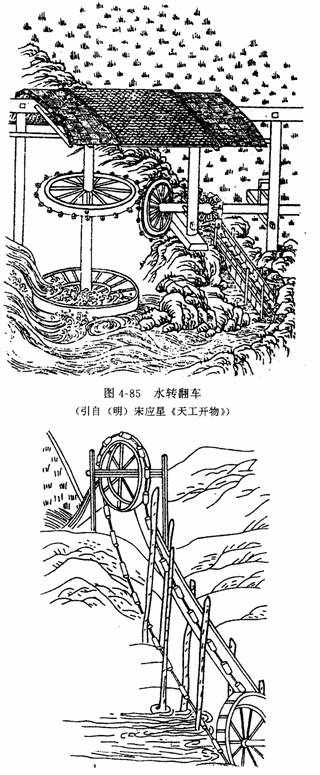
Dos tipos de bombas hidráulicas de cadena. Imagen del Tiangong Kaiwu, una enciclopedia escrita en 1637 por Song Yingxing

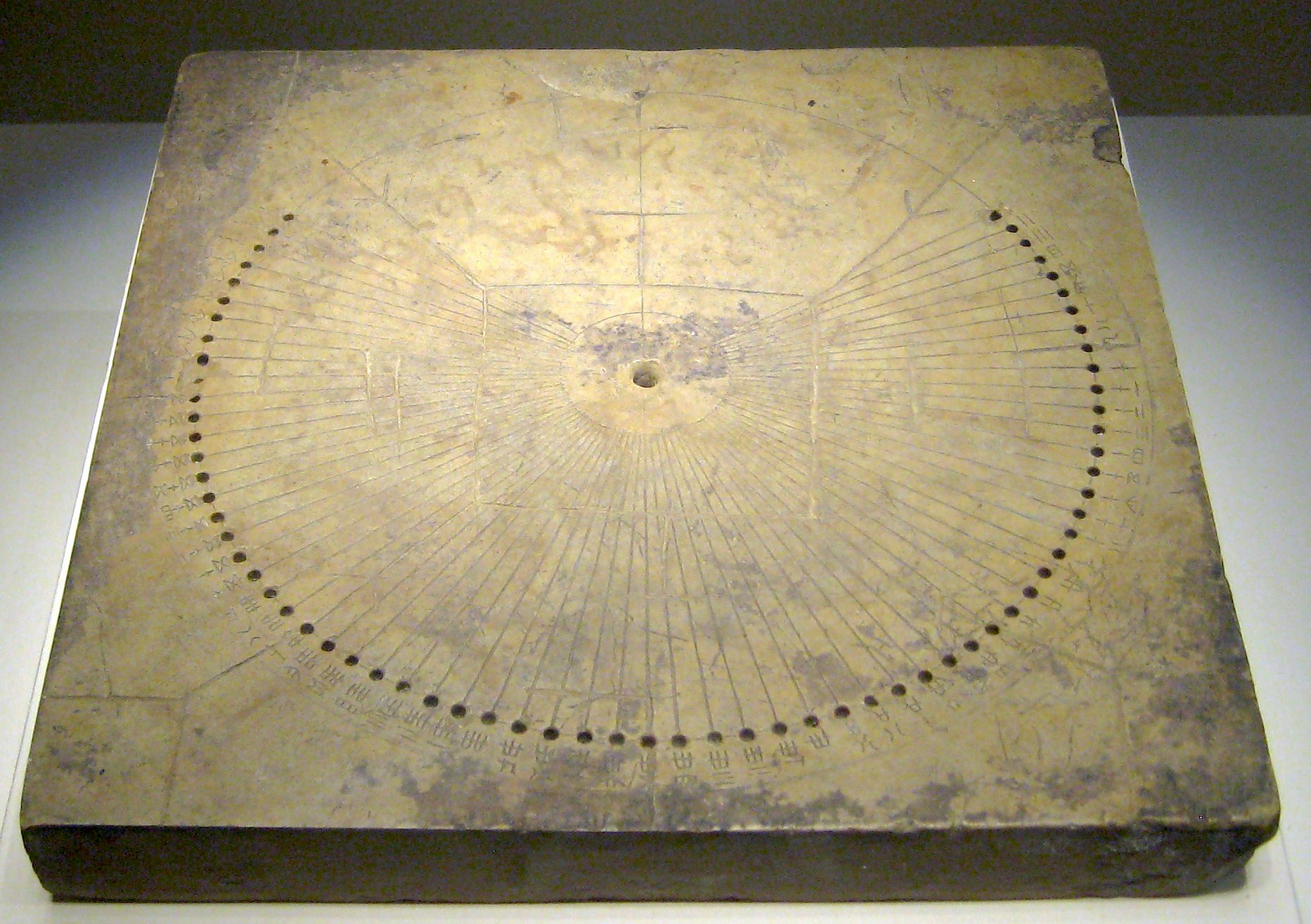
Un reloj de sol de piedra de la época de la dinastía Han,, excavado en Togtoh, Mongolia Interior

Donald B. Wagner escribe que la mayoría de las herramientas y útiles domésticos de hierro producidos durante la dinastía Han estaban hechos de hierro fundido, más barato y quebradizo, mientras que en el ámbito militar se prefería emplear armas de hierro forjado y acero debido a sus mejores cualidades y mayor duración. Durante la dinastía Han, la típica espada de bronce de medio metro de longitud habitual de los reinos combatientes fue reemplazada gradualmente por una espada de hierro que medía aproximadamente 1 m de largo. La antigua daga-acha de bronce (ge) todavía la usaban los soldados Han, aunque fue gradualmente reemplazada por lanzas de hierro y alabardas ji de hierro. Incluso las puntas de flecha, que tradicionalmente estaban hechas de bronce, gradualmente pasaron a tener una punta de bronce y un eje de hierro, hasta el final del período Han cuando toda la punta de la flecha estaba hecha únicamente de hierro. Los agricultores, los carpinteros, los artesanos del bambú, los canteros y los albañiles tenían a su disposición herramientas de hierro como rejas de arado, picos, espátulas, palas, azadas, hoces, hachas, azuelas, martillos, cinceles, cuchillos, sierras, leznas y clavos. Los productos de hierro comunes que se encuentran en las casas de la dinastía Han incluyen trípodes, estufas, útiles de cocina, hebillas de cinturón, pinzas de depilar, pinzas de parrilla, tijeras, cuchillos de cocina, anzuelos y agujas. Espejos y lámparas a menudo estaban hechos de bronce o hierro. Durante la etapa Han se acuñaron monedas de cobre y de bronce (cobre aleado con estaño).

## Agricultura

### Herramientas y métodos
Los arqueólogos modernos han desenterrado herramientas agrícolas de hierro Han en toda China, desde Mongolia Interior en el norte hasta Yunnan en el sur. La pala, la azada, el pico y el arado se usaron para las labores de labranza, la azada para limpiar la maleza, el rastrillo para esponjar la tierra y la hoz para cosechar cultivos. Dependiendo de su tamaño, los arados Han eran conducidos por uno o dos bueyes. Los bueyes también se usaban para tirar de la sembradora de tres patas de hierro (inventada en la China Han en el siglo II a. C.), que permitía a los agricultores plantar semillas en hileras precisas en lugar de esparcirlas a boleo. Si bien las obras de arte de los períodos Wei (220–266 d. C.) y Jin (266–420) muestran el uso de la grada para disgregar los terrones de tierra después de arar, quizás apareció por primera vez en China durante el período Han del Este (25–220 d. C.). Las obras de riego destinadas a la agricultura incluyeron el uso de pozos, estanques y terraplenes artificiales, represas, canales y compuertas.

### Sistema de campos alternos
Durante el reinado del emperador Wu (141–87 a. C.), el intendente de granos Zhao Guo (趙過) inventó el sistema de campos alternos (daitianfa 代田法)). Por cada mou de tierra, es decir, una franja de tierra delgada pero alargada que medía 1,38 m (4,5 pies) de ancho y 331 m (1086,0 pies) de largo, o un área de aproximadamente 457 m² (0,1 acres), se disponían tres surcos (quan 甽) de baja altura, cada uno de 0,23 m (0,8 pies) de ancho, que se sembraban en línea recta con semillas del cultivo elegido. Mientras se limpiaba la maleza en el verano, la tierra suelta de los caballones ("largo" 壟) a cada lado de los surcos caía gradualmente en estos, cubriendo los brotes de los cultivos y protegiéndolos del viento y de la sequía. Dado que la posición de los surcos y caballones se invertía al año siguiente, este proceso se denominó sistema de campos alternos.

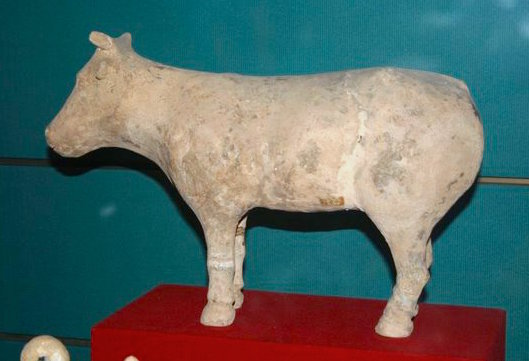
Modelo de cerámica de una vaca de la dinastía Han

Este sistema permitió que los cultivos crecieran en línea recta desde la siembra hasta la cosecha, conservando la humedad en el suelo y proporcionando un rendimiento anual estable para los cultivos. Zhao Guo experimentó por primera vez con este sistema junto a la capital Chang'an, y una vez que tuvo éxito, envió instrucciones a los administradores de las comandancias, que luego debían difundirlas entre los jefes de cada condado, distrito y aldea. Sadao Nishijima especula que el Consejero Imperial Sang Hongyang (80 a. C.) quizás tuvo un papel importante en la promoción de este nuevo sistema.
Las familias ricas que poseían bueyes y grandes y pesados arados de hierro de vertedera se beneficiaron enormemente de este nuevo sistema. Sin embargo, los agricultores más pobres que no poseían bueyes recurrieron al uso de equipos de hombres para mover un solo arado, que era un trabajo agotador. El autor Cui Shi (催寔) (m. 170 d. C.) escribió en su Simin yueling (四民月令) que en la Era Han del Este (25–220 d. C.) se inventó un arado mejorado que solo necesitaba un hombre para controlarlo y dos bueyes para tirar de él. Tenía tres rejas de arado, una caja de semillas para los surcos, una herramienta que removía la tierra y podía sembrar aproximadamente 45 730 m² (11,3 acres) de tierra en un solo día.

### Campos de pozos

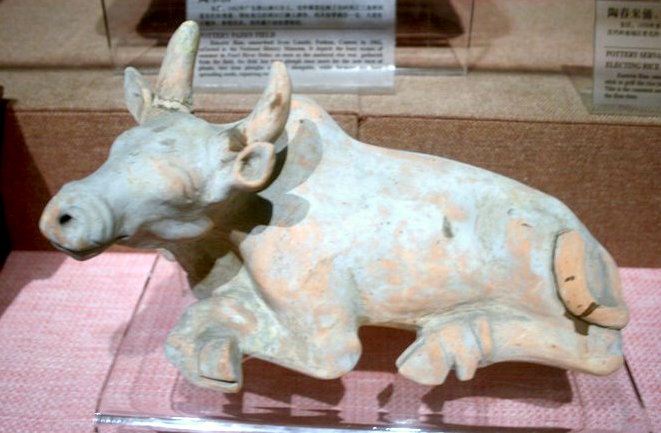
Modelo Han occidental de un toro tendido

Durante el reinado del Emperador Cheng de Han (33–37 a. C.), Fan Shengzhi escribió un manual (es decir, el Fan Shengzhi shu) que describía el sistema de campos de pozos (aotian 凹田). En este sistema, cada mou de tierra de cultivo se dividía en 3840 cuadrículas, cada una de las cuales tenía un pequeño hoyo que se excavaba con una de profundidad de 13,8 cm (5,4 plg) y 13,8 cm (5,4 plg) de ancho, que contenía estiércol de buena calidad mezclado con el suelo. Se sembraban veinte semillas en cada hoyo, que supuestamente producían 0,6 L (20 onzas líquidas) de grano cosechado por hoyo, o aproximadamente 2000 L (67.630 oz) por "mou". Este sistema no requería arados tirados por bueyes ni la tierra más fértil, ya que podía emplearse incluso en terrenos inclinados donde el suministro de agua era difícil para otros métodos de cultivo. Aunque este método de cultivo era el preferido por los agricultores pobres, requería mano de obra intensiva, por lo que solo las familias numerosas podían mantener dicho sistema.

### Arrozales

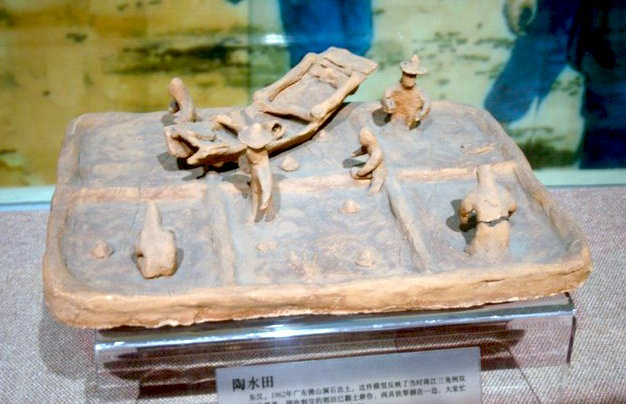
Un modelo de cerámica Han oriental de un campo de arroz con agricultores

Los agricultores Han de la región del río Yangtsé del sur de China, a menudo mantenían campos para el cultivo del arroz. Todos los años, quemaban las malas hierbas de los arrozales, los inundaban, sembraban el arroz a mano y, alrededor de la época de la cosecha, cortaban las malas hierbas supervivientes e inundaban los campos por segunda vez. Con este sistema, los campos permanecían en barbecho durante gran parte del año, viendo reducida su productividad. Sin embargo, los productores de arroz Han del norte, en la cuenca del río Huai, practicaban el sistema más avanzado del trasplante. Con este sistema, las plantas individuales eran cuidadas intensivamente en el propio arrozal, pero sus brotes se retiraban después para poder conservar más agua, y el suelo era fertilizado por los cultivos de invierno que crecían en los arrozales, mientras que las plántulas de arroz se mantenían en un vivero cercano esperando a ser plantadas de nuevo en primavera.

### Fuentes literarias y evidencia arqueológica

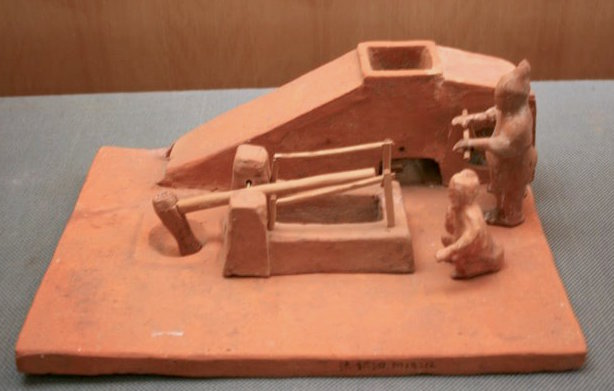
Un modelo de cerámica de la dinastía Han de dos hombres operando una máquina aventadora accionada con una manivela y un martinete basculante usado para machacar el grano

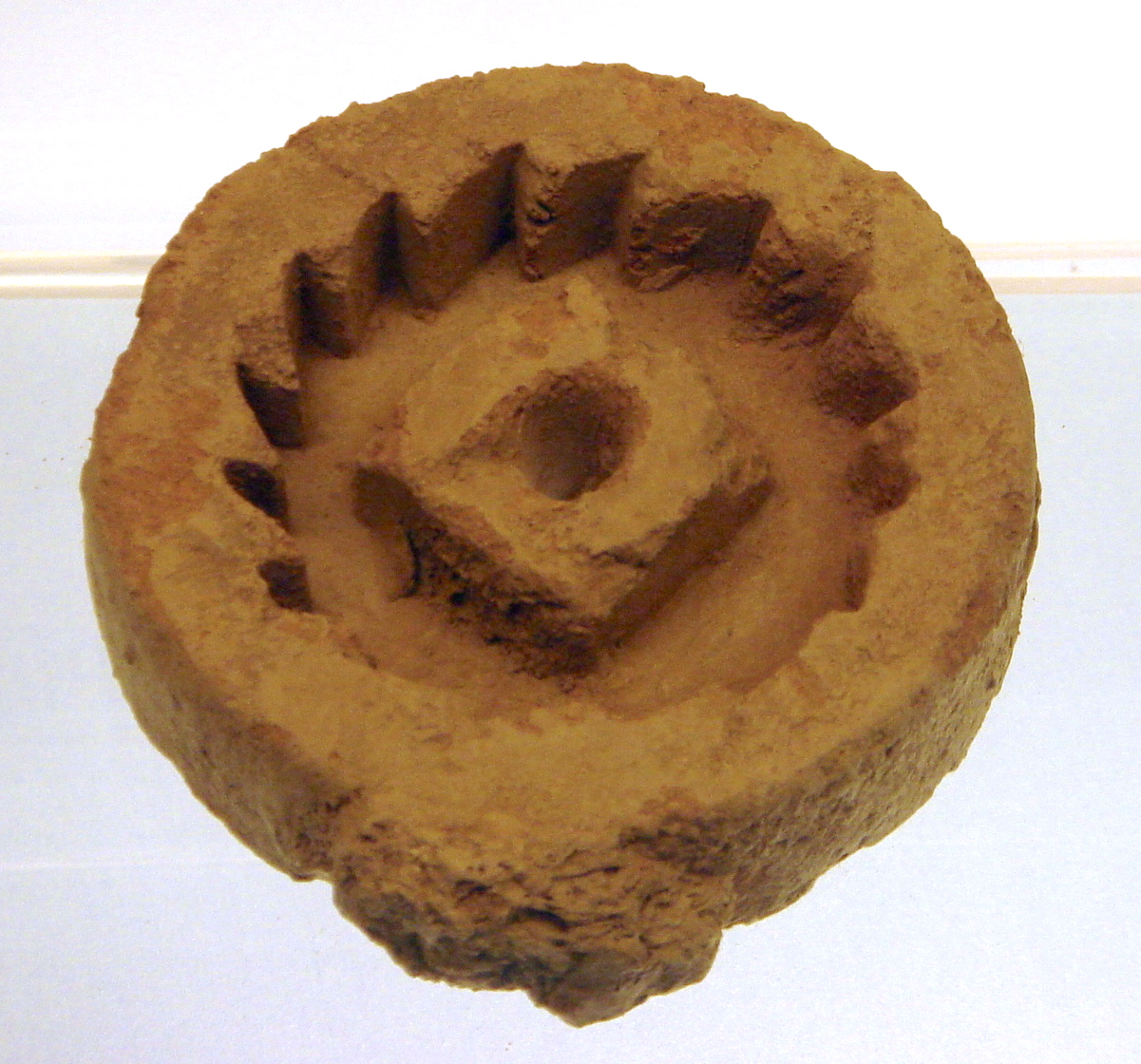
Un molde de la dinastía Han para fabricar engranajes de bronce

### Sismómetro

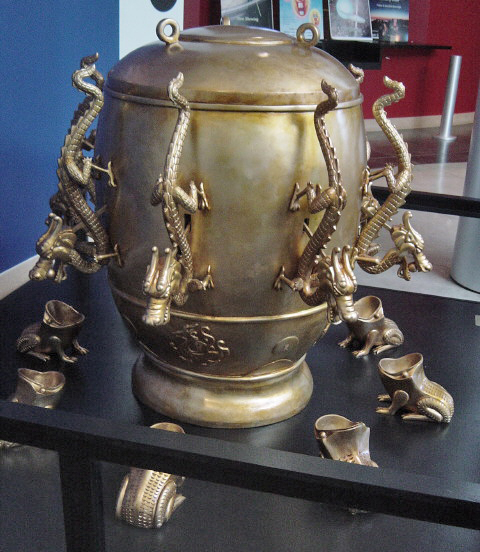
Una réplica moderna del sismógrafo de Zhang Heng (año 132)

### Tratados matemáticos

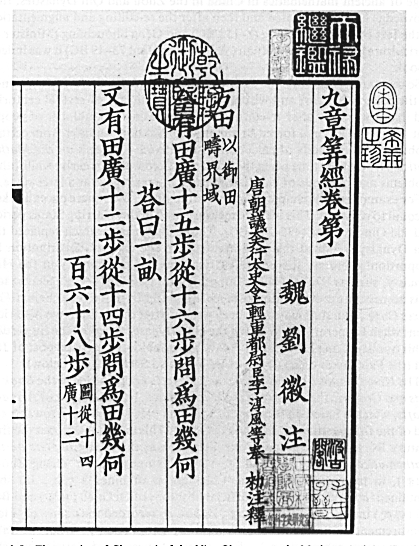
Una página del Jiuzhang Suanshu

### Innovaciones en los tratados

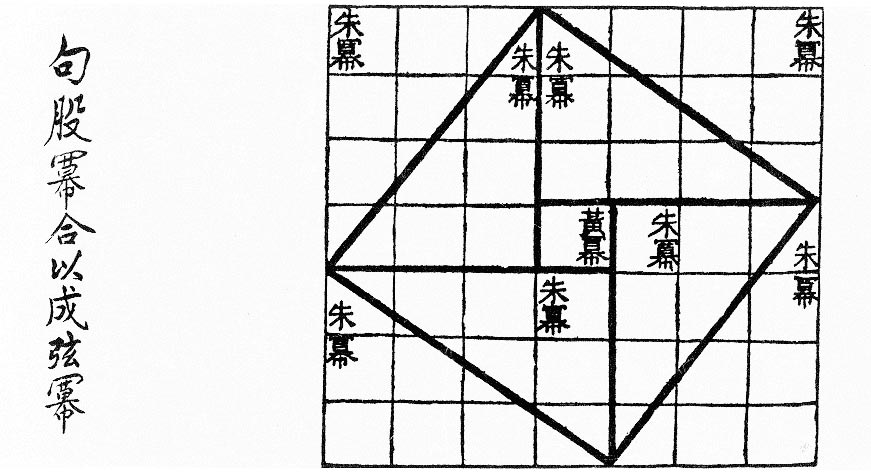
Demostración gráfica del teorema de Pitágoras (en chino: 勾股定理) según el tratado Zhoubi Suanjing, compilado durante la dinastía Han

### Aproximaciones de pi

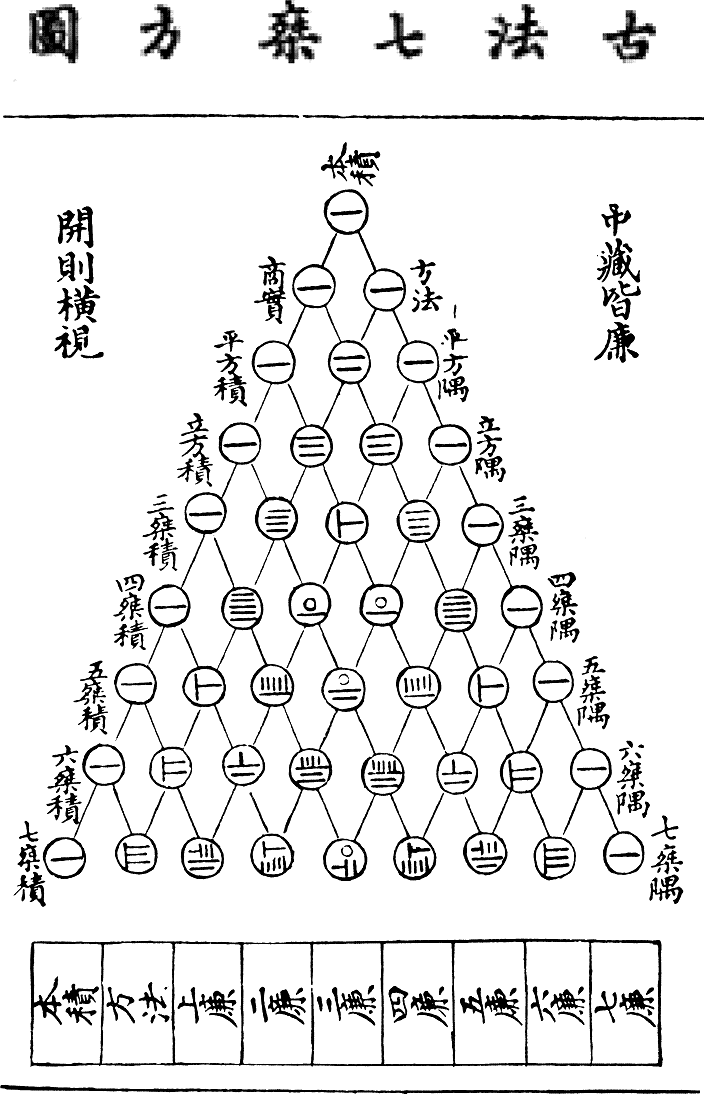
Triángulo de Yang Hui (conocido como triángulo de Pascal en Occidente), tal como lo representó Zhu Shijie en 1303, usando numeración con varillas

### Observaciones astronómicas

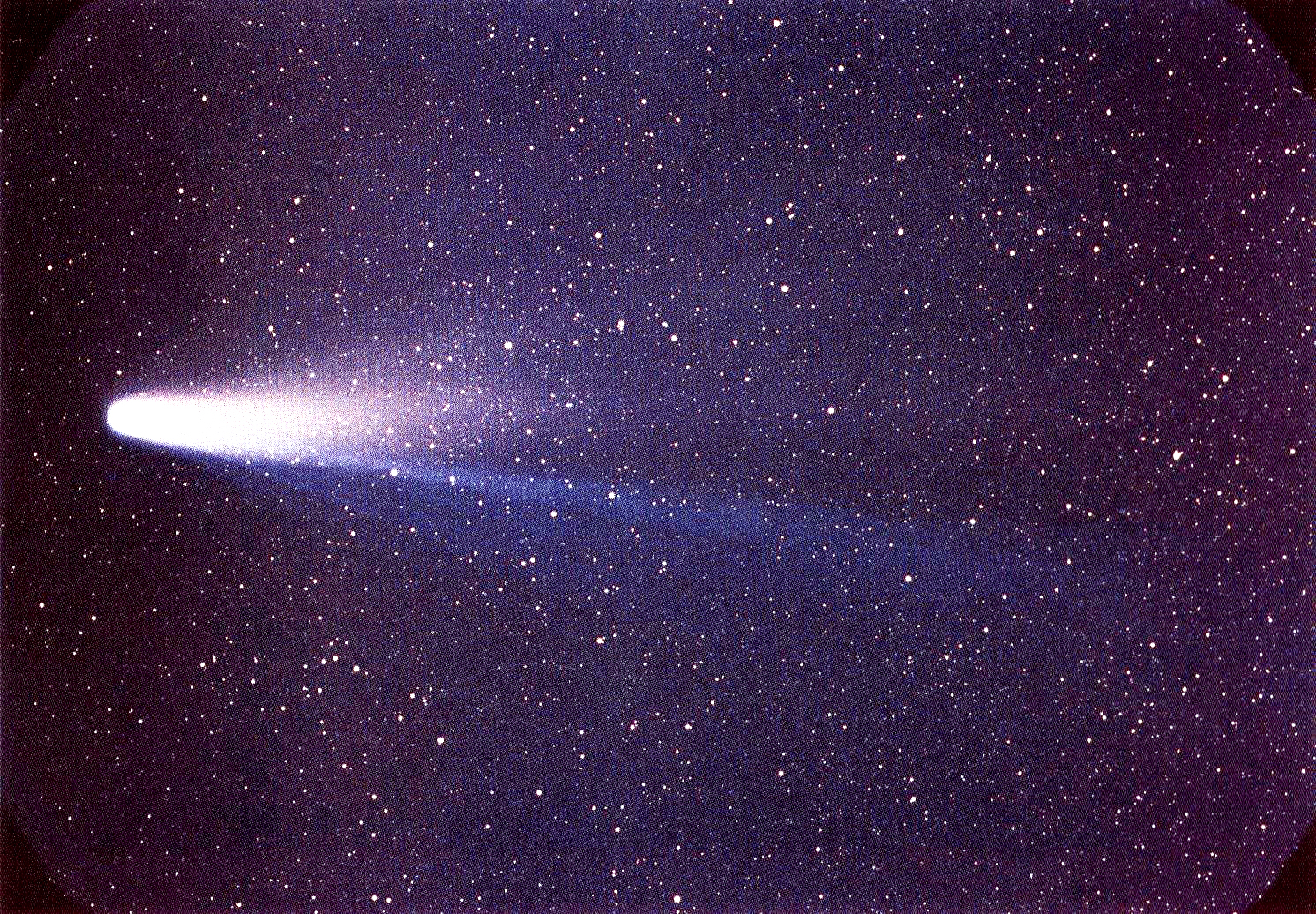
Los astrónomos chinos de la era Han observaron y siguieron la trayectoria del Cometa Halley en el año 12 a. C. (imagen de su reaparición en 1986)

### Calendarios Han

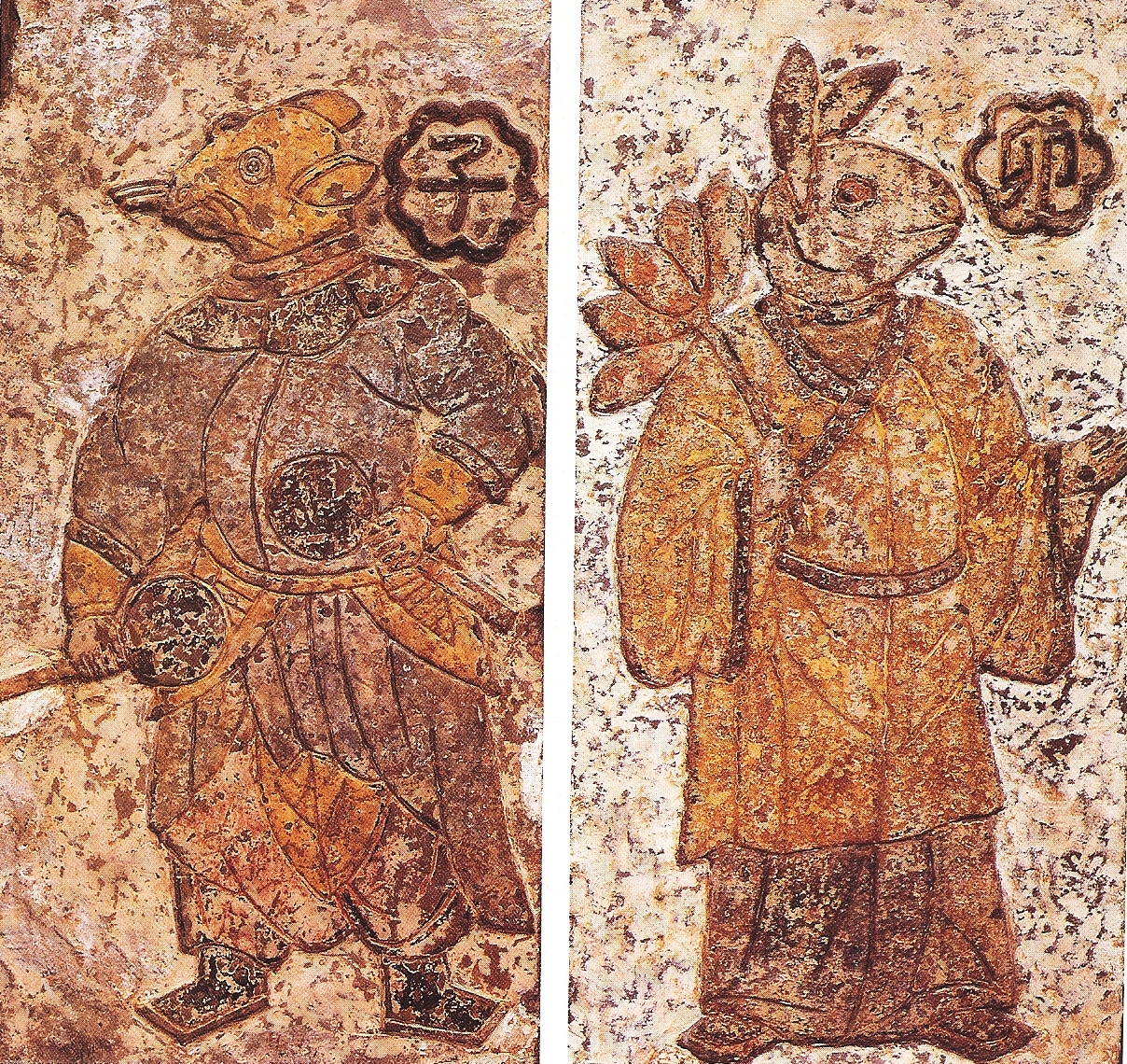
Pinturas de la dinastía Han sobre baldosas. Siendo conscientes del paso del tiempo, los chinos creían en espíritus guardianes para las divisiones del día y de la noche, como estos dos guardianes que representan de las 11 PM a la 1 AM (izquierda) y de las 5 AM a las 7 AM (derecha)

### Materiales y construcción

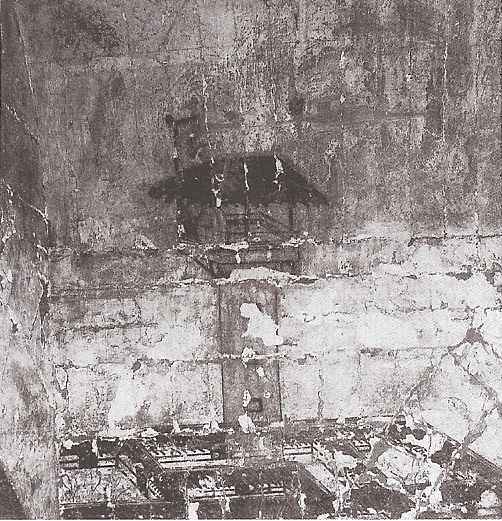
Pintura Han Oriental de una atalaya con un tambor (176 d. C.), encontrada en una tumba de Anping, provincia de Hebei

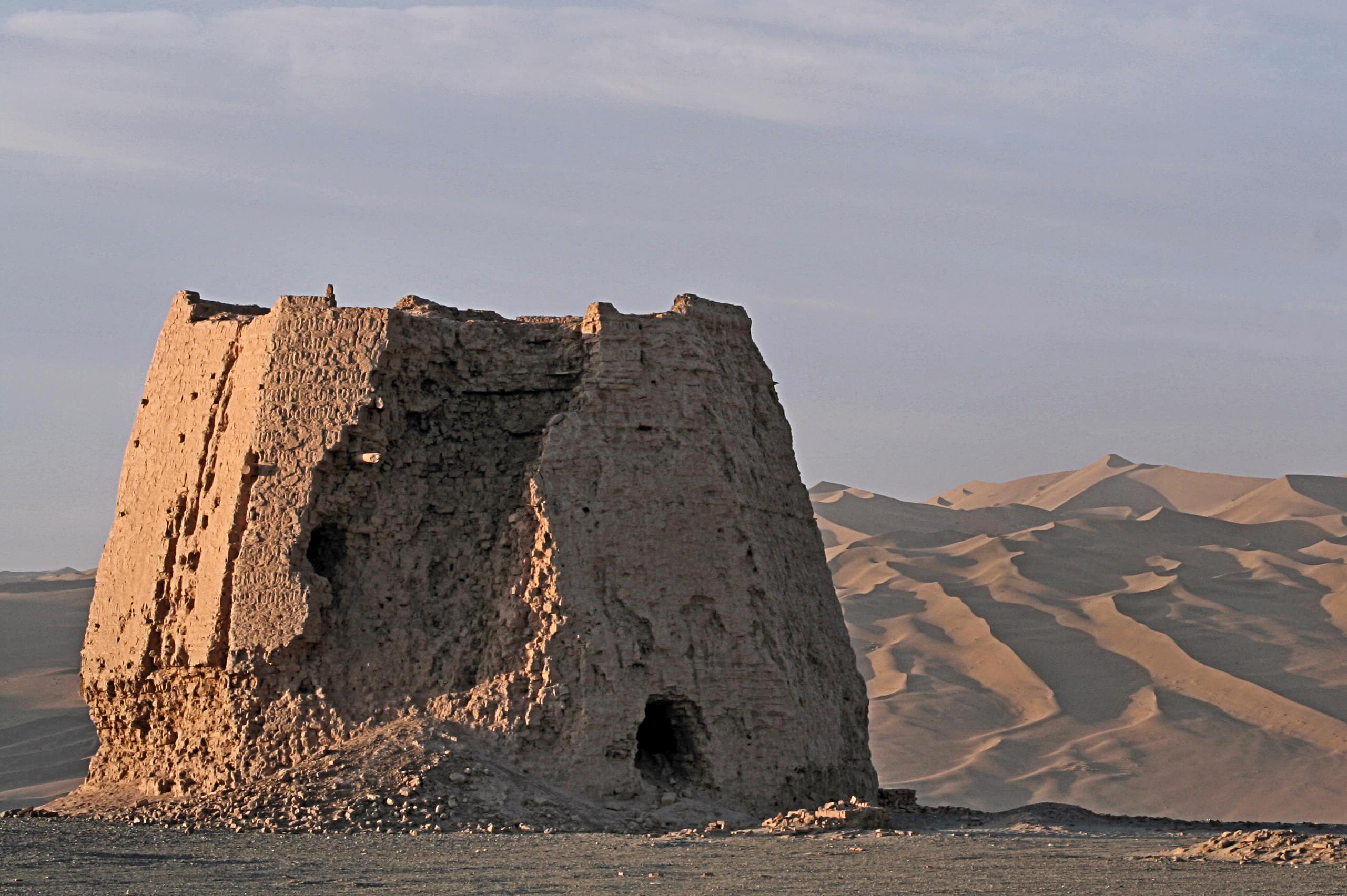
Las ruinas de una atalaya de la dinastía Han. Construida con tapial, se encuentra en Dunhuang, provincia de Gansu, en el extremo oriental de la Ruta de la Seda

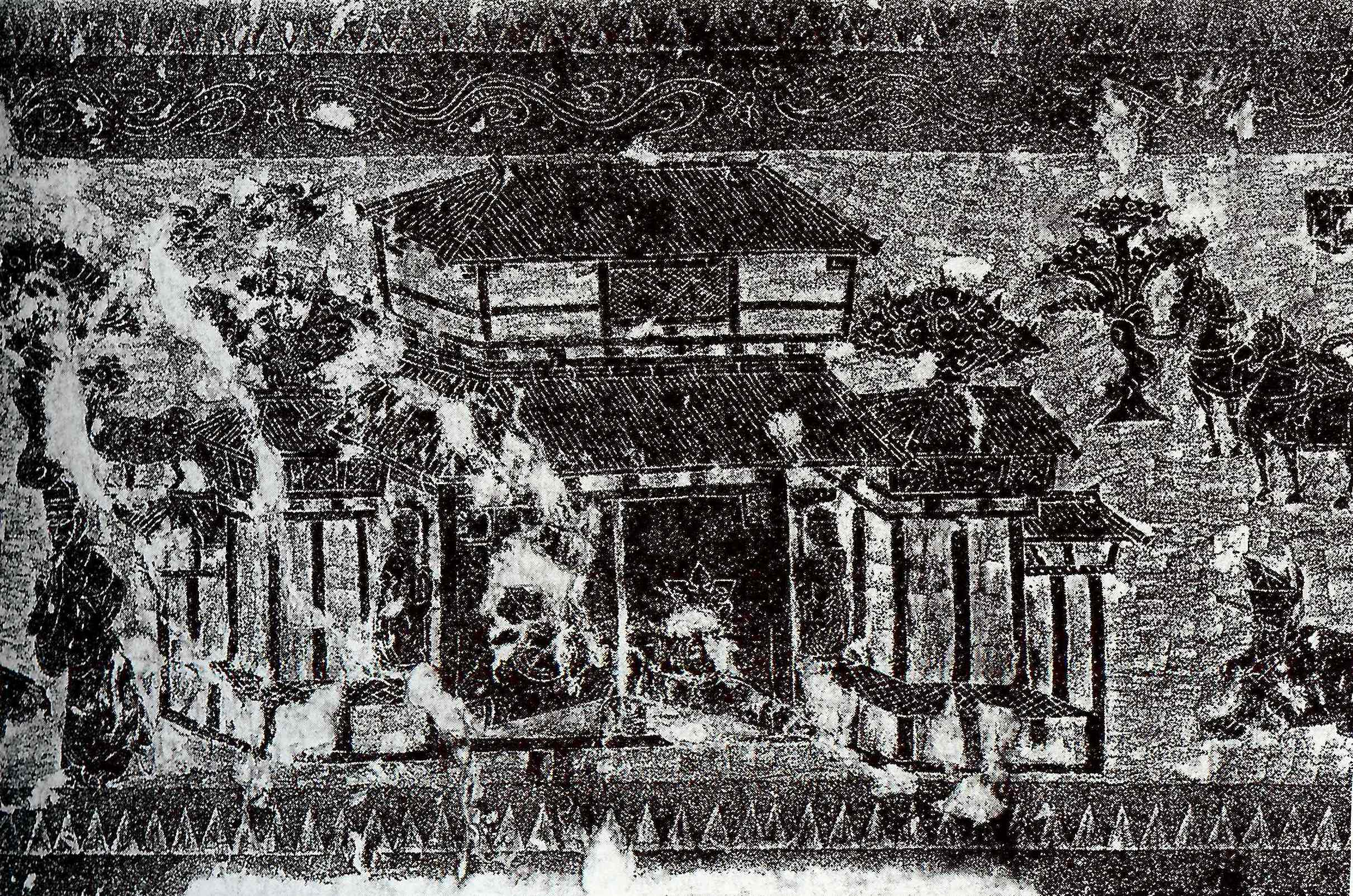
Un calco de una piedra pictórica Han que muestra una sala de adoración ancestral (citang 祠堂)

## Ingeniería mecánica e hidráulica